# Nicolae Pescaru
Nicolae Pescaru, né le 27 mars 1943 à Breaza en Roumanie et mort le 25 mai 2019, est un joueur et entraîneur de football roumain. 
Il compte quatre sélections en équipe nationale entre 1970 et 1973.

## Biographie

### Carrière de joueur
Nicolae Pescaru dispute un total de 311 matchs en première division roumaine, pour 62 buts inscrits.
Il réalise sa meilleure performance lors de la saison 1972-1973, où il inscrit 14 buts en championnat.

### Carrière internationale
Nicolae Pescaru compte quatre sélections avec l'équipe de Roumanie entre 1970 et 1973.
Il est convoqué pour la première fois par le sélectionneur national Angelo Niculescu pour un match amical contre la France le 28 avril 1970 (défaite 2-0). Il reçoit sa dernière sélection le 18 avril 1973 contre l'URSS (défaite 2-0).
Il participe à la Coupe du monde de 1970, compétition lors de laquelle il ne joue aucune rencontre.

## Palmarès
- Avec le Steagul Roșu Brașov :
  - Champion de Roumanie de D2 en 1969